# Ares V

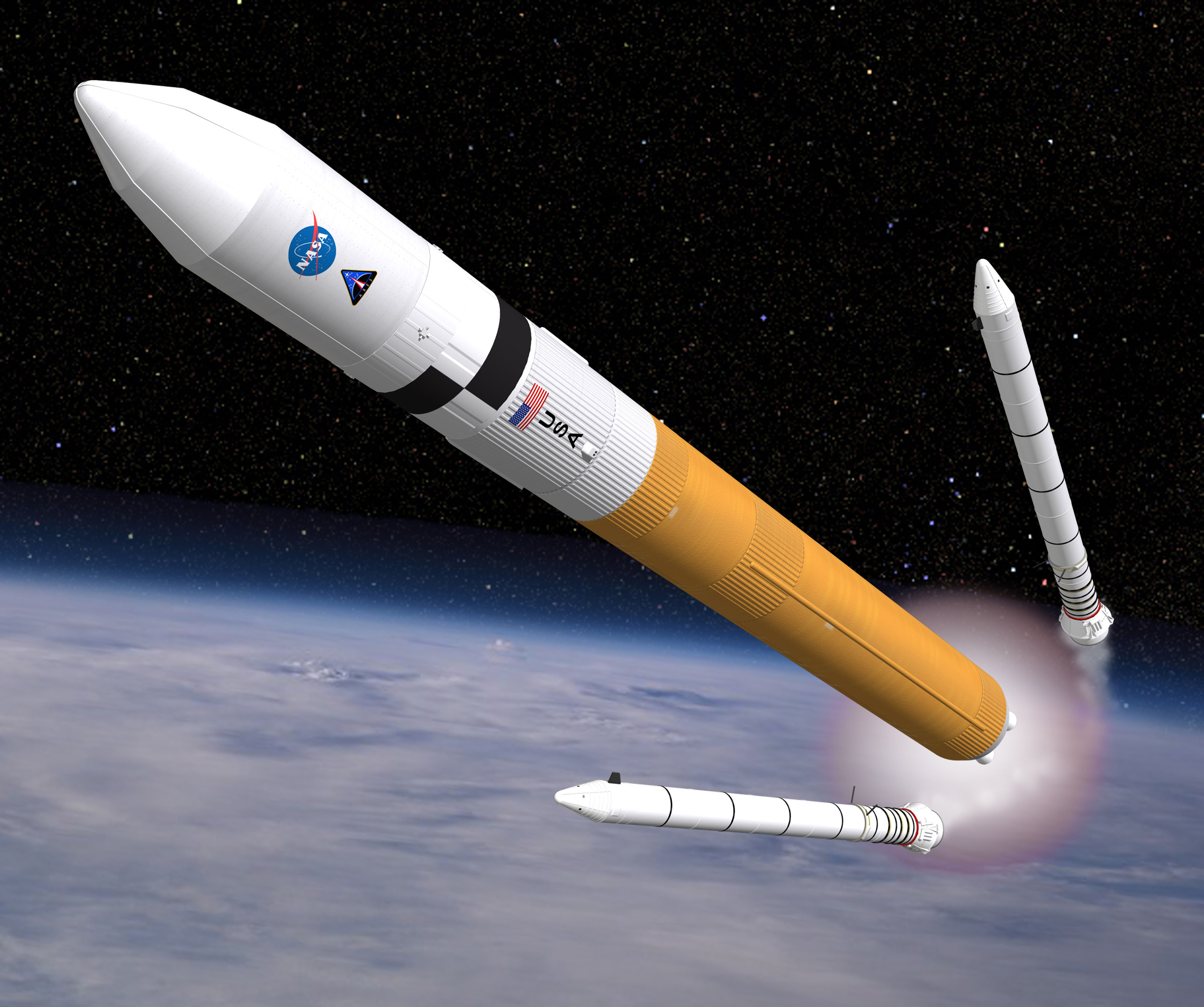
Impressie van een artiest over Ares V

De Ares V (eerder bekend onder de naam Cargo Launch Vehicle of CaLV) was het vracht-lanceervaartuig van het in 2010 grotendeels afgeblazen Project Constellation van de Amerikaanse ruimtevaartorganisatie NASA. Ares V zou de Earth Departure Stage en de Altair gaan lanceren voor de Amerikaanse 'terugkeer naar de maan' die voor 2019 op de agenda stond. De Ares V zou de eveneens geannuleerde Ares I aanvullen, die is ontworpen als lanceervoertuig voor bemanningen. De Ares V zou een nuttige lading van 130 ton naar een lage baan rond de aarde kunnen brengen en 65 ton naar de maan. Ares V, Ares IV, en Ares I zijn vernoemd naar Ares, de Griekse naam voor de Romeinses god Mars.
Na het schrappen van Project Constellation zijn delen van het Ares V ontwerp overgenomen in de ontwerpen voor de raketten van het Space Launch System waarvan de productie en de testfase in 2014 begonnen.

## Ontwerp

Ares LV logo

De Ares V werd ontworpen als zwaar lanceervaartuig, dat in staat moest zijn om op grote schaal hardware en materiaal naar de maan te zenden en voorraden de ruimte in te brengen die nodig zijn voor menselijke aanwezigheid buiten de aarde. Het Ares V-concept was een tweetrapsraket; de eerste trap zou vaste en vloeibare brandstof gebruiken, de tweede een enkele J-2X-raketmotor.
De eerste trap bestond uit twee afzonderlijke types van motoren. Net zoals de Spaceshuttle zou de Ares V motoren met vaste en vloeibare brandstof gebruiken. De vaste raketten zouden twee aan de Space Shuttle Solid Rocket Booster-verwante raketten zijn, die vijf en een half segment zouden hebben in plaats van de vier segmenten die voor de Spaceshuttle gebruikt werden. Daarnaast moest Ares V zes RS-68-vloeibare brandstofmotoren gebruiken, die worden bevestigd aan de bodem van een nieuw type rakettrap die verwant is aan de Space Shuttle External Tank.
Eerst wilde NASA in plaats van de RS-68's vijf RS-25-Space Shuttle Main Engines gebruiken. NASA besloot in 2006 toch de RS-68's te gebruiken, omdat deze veel goedkoper waren, eenvoudiger in elkaar zaten vergeleken met de SSME en een hogere stuwkracht hebben. De RS-68 is ontwikkeld in de jaren 1990 om een concurrerender geprijsde motor voor het EELV expendable launch system te worden. De RS-68 bleek echter niet gemakkelijk in meervoud te werken.
De tweede trap, die verwant is aan de S-IVB-boventrap op de Saturnus IB- en Saturnus V-raketten, staat bekend als de Earth Departure Stage of EDS. De EDS zou een enkele J-2X-raketmotor gaan gebruiken, (ook gebruikt als tweedetrapmotor voor de Ares I) die de Altair of enig ander groot stuk vracht in een ronde baan om de aarde moest brengen. Op missies naar de Maan moest de EDS zijn motor voor een tweede keer gebruiken, om de gecombineerde Orion en LSAM in een baan naar de Maan te brengen.
De capaciteit van Ares V (ongeveer 130 ton) valt in dezelfde klasse als de Amerikaanse Saturnus V en de Russische Energiaraketten. De Ares V moest in staat zijn om een bemande missie naar de Maan of naar Mars mogelijk te maken. De Ares V had ook een bemande Orion-expeditie naar een planetoïde dicht bij de aarde moeten kunnen verzorgen en een opvolger van de Hubble Ruimtetelescoop kunnen lanceren.

## Rol in Project Constellation
Ares V zou het zware lanceervaartuig van Project Constellation worden. Bij dit project werden bemanning en vracht gescheiden gelanceerd, dit in tegenstelling tot de Spaceshuttle, de Saturn V en het toekomstige Space Launch System, waarin bemanning en de vracht met dezelfde raket gelanceerd worden. De plannen voor Project Constellation bevatten twee aparte lanceervoertuigen, de Ares I en de Ares V, voor het gescheiden vervoer van vracht en bemanning. Het hebben van twee aparte lanceervoertuigen geeft meer mogelijkheden voor de verschillende doelen die de raketten moeten vervullen.
De Ares V-raket werd ontworpen om de Earth Departure Stage en de Altair te lanceren, maar ook als platform om nieuwe modules voor het ISS, NASA's afgeblazen Lunar Outpost en mogelijke bemande missies naar Mars te lanceren.
De raket en zijn EDS werden ontwikkeld door het Marshall Space Flight Center. Het Ames Research Center was verantwoordelijk voor het in de Ares V geïntegreerde systeem om de vracht te beschermen. Glenn Research Center leidde de ontwikkeling van de vertrektrap van de maanlander evenals het Ares V-motorsysteem, het stuursysteem en het vrachtruim. Langley Research Center had een leidende rol in de aerodynamica van Ares V.

## Verdere rollen
Ares V was beoogt als een middel- tot langdurend project. NASA was ook van plan zijn liftkracht in een serie andere projecten te gebruiken,NASA die in grote lijnen op het Apollo Applications Program lijken.
Een van deze ideeën was om een 8 à 16 meter grote, moderne ruimtetelescoop met een ruim zicht te bouwen, in een lijn tussen de aarde en de zon in. Deze telescoop moest de huidige mogelijkheden van de Hubble Telescoop ver overtreffen. De Ares V-raket zou in staat zijn geweest om deze telescoop naar zijn verre bestemming te lanceren.

## Vroegere concepten
Hoewel de Ares V een relatief nieuw project was van NASA, stond het al jaren gepland om een soortgelijk voertuig te ontwikkelen om de zware lanceerder Saturnus V te vervangen.
In het boek The Case for Mars, opperde Robert Zubrin een toekomstig zwaar lanceervaartuig dat hij Ares noemde. In het boek zou de raket bestaan uit de External Tank van de Spaceshuttle aangedreven door drie SSME's en een tweede trap aangedreven door de RL-10-motor.

## Vergelijking met SLS
Na het afblazen van het Constellation Program werd de veel te dure Ares V geannuleerd. Wel moest er een soortgelijke raket komen die zoveel mogelijk gebruik zou maken van reeds bestaande onderdelen. Dit werd het Space Launch System. In plaats van RS-68-motoren werd bij het SLS toch weer gekozen voor de van de shuttle overgebleven RS-25-hoofdmotoren die voor enkelvoudig gebruik werden aangepast. Dit omdat de RS-68 niet goed in clusters bleken te werken. De RL10-motor werd voor de tweede trap geselecteerd. De solid rocket motors van het SLS bestaan uit vijf segmenten in plaats van vijfenhalf bij Ares V. Maar deze zijn bij SLS niet meer voor hergebruik bedoeld en daarom een stuk krachtiger gemaakt. Het SLS zal bovendien zelf het Orion-ruimteschip dragen. De zwaarste uitvoering van het SLS (SLS block II) zal vrijwel dezelfde liftcapaciteit als Ares V hebben.